# Askham (Noord-Kaap)
Askham is een dorp gelegen in de gemeente Mier in de Zuid-Afrikaanse provincie Noord-Kaap. Het ligt ongeveer 200 km ten noorden van Upington en niet ver van de samenvloeiing van de meestal droogstaande Moloporivier en de Kurumanrivier in de Rode Kalahariwoestijn. Bij het plaatsje is de kruising van de regionale wegen R31 en de  R360.
Ongelukkigerwijs is er geen bevolkingsstatistiek voor Askham beschikbaar volgens de Zuid-Afrikaanse 2011-sensus.